# Phillaur
Phillaur è una città dell'India di 22.228 abitanti, situata nel distretto di Jalandhar, nello stato federato del Punjab. In base al numero di abitanti la città rientra nella classe III (da 20.000 a 49.999 persone).

## Geografia fisica
La città è situata a 31° 1' 45 N e 75° 47' 3 E e ha un'altitudine di 233 m s.l.m..

## Società

### Evoluzione demografica
Al censimento del 2001 la popolazione di Phillaur assommava a 22.228 persone, delle quali 11.957 maschi e 10.271 femmine. I bambini di età inferiore o uguale ai sei anni assommavano a 2.468, dei quali 1.389 maschi e 1.079 femmine. Infine, coloro che erano in grado di saper almeno leggere e scrivere erano 6.299, dei quali 2.867 maschi e 3.432 femmine.